# Diplôme d'État supérieur de la jeunesse, de l'éducation populaire et du sport
Le diplôme d'État supérieur de la jeunesse, de l'éducation populaire et du sport (DESJEPS) est un  diplôme d'État de cadre inscrit au niveau 6 du RNCP (art. D212-51 du code du sport). Ce diplôme  atteste la qualification dans l’exercice d’une activité professionnelle d’expertise technique et de direction à finalité éducative dans les domaines d’activités physiques, sportives, socio-éducatives ou culturelles.
En 2006, le DESJEPS a été créé pour remplacer le DEDPAD et le brevet d'État d'éducateur sportif de 2e degré.

## Histoire
Le système de diplômes défini par l'état pour les professions dans les domaines des activités physiques, sportives, socio-éducatives ou culturelles, s'articule autour de trois niveaux, le BPJEPS, le Diplôme d'État de la Jeunesse, de l'Éducation Populaire  et du Sport (DEJEPS, qualification de niveau RNCP 5) et le Diplôme d'État Supérieur de la Jeunesse, de l'Éducation Populaire et du Sport (DESJEPS, qualification de niveau RNCP 6). Les diplômes d'État, DEJPS et DESJEPS, sont l'aboutissement actuel de l'évolution des  professions et des acteurs qui  animent, éduquent et encadrent les pratiques sportives ou socioculturelle depuis des décennies.
Ces diplômes remplacent les Brevets d'État d'éducateur sportif (BEES) soit le diplôme d'État relatif aux fonctions d'animateur socio-éducatif ou culturel (DEFA) des différents niveaux.
À titre d'exemple, en 1955, un diplôme d'État de Professeur de Judo est créé(Point de référence initial de l'évolution des diplômes d'état des professionnels de cette discipline).
Le diplôme d'État de directeur de projet d'animation et de développement (DEDPAD) ou diplôme d'État supérieur de jeunesse de l'éducation populaire et du sport  (DESJEPS) est, en France, un diplôme de cadre supérieur de niveau RNCP 6 qui « atteste d'une qualification professionnelle pour la conception, la mise en œuvre et la gestion de politique d'animation et de développement conduites avec ou à partir de structures sportives, sociales, éducatives ou culturelles »,
.

## Description
Le DESJEPS est transversal au sport et à la jeunesse. Il est délivré au titre de spécialités et de mentions: la spécialité(performance sportive, animation socio-éducative), la mention sportive (aïkido, golf, judo, plongée sous-marine, etc.) . Le DESJEPS remplace le Brevet d'État d'éducateur sportif (BEES) 2e degré. Le titulaire du diplôme d'état supérieur de la jeunesse, de l'éducation populaire et du sport (DESJEPS) peut devenir délégué départemental, directeur d’associations. Il travaille au sein d'associations ou de structures sportives fédérale. 
La spécialité « animation socio-éducative ou culturelle » avec son unique mention. Le titulaire du diplôme d'état supérieur de la jeunesse, de l'éducation populaire et du sport (DESJEPS) spécialité animation socio-éducative a les compétences nécessaires pour devenir directeur de structure, chef de projet: 
- diriger et faire vivre des projets de développement à destination d’un service associatif :
- exercer en autonomie l'utilisation d'un ou des supports techniques dans les champs des activités sociales
- être le garant du bon déroulement du développement en organisant la formation et le travail des équipes sur un plan pédagogique, technique
- assurer le suivi des partenariats avec les réseaux professionnels et institutionnels

Des unités complémentaires respectant les mêmes exigences que celles constitutives du diplôme peuvent être associées au DESJEPS. Ces unités complémentaires peuvent être regroupées sous la forme d'un certificat de spécialisation. Elles attestent les compétences professionnelles répondant à un besoin spécifique. Elles sont délivrées dans les mêmes conditions que celles figurant dans le diplôme.